# Sphagnum violascens
Sphagnum violascens är en bladmossart som beskrevs av C. Müller 1887. Sphagnum violascens ingår i släktet vitmossor, och familjen Sphagnaceae. Inga underarter finns listade i Catalogue of Life.